# .rugby
.rugby è un dominio di primo livello generico.
Promosso da World Rugby (precedentemente nota come International Rugby Board o IRB), il dominio è riservato a siti web di organizzazioni, federazioni e club di rugby.
La pratica per ottenere l'esclusività del TLD fu avviata nel 2012 dall'IRB e dovette vincere l'opposizione di Donuts e Famous Four Media, ma il 5 aprile 2017 le eccezioni di questi ultimi soggetti furono superate e World Rugby ottenne la gestione del dominio.
Tra i primi atti di World Rugby dopo la presa in carico del nuovo TLD figura il passaggio a nome principale del proprio URL da worldrugby.org a world.rugby.
Altri siti istituzionali provvedettero alla registrazione nel primo periodo quando invitati a farlo, per esempio a nome della federazione rugbistica d'Inghilterra figura registrato england.rugby; la federazione del Sudafrica ha invece registrato il dominio springboks.rugby.

## Roadmapdel dominio
Il calendario di assegnazione dei nomi a dominio .rugby fu stilato come segue:
- 15 novembre 2017 – 16 gennaio 2018: periodo di sunrise (registrazione prioritaria di domini riservati per evitare cybersquatting);
- 17 gennaio 2018 – 26 aprile 2019: periodo di sottoscrizione degli invitati (primo arrivato, primo servito);
- 29 aprile – 28 giugno 2019: corsa al dominio limitata a soggetti selezionati del settore (assegnazione alla fine della corsa con asta per doppioni e dominî contesi);
- 1º luglio 2019 – 29 giugno 2020: corsa al dominio aperta a tutti gli altri soggetti del settore (primo arrivato, primo servito); nella prima settimana di disponibilità i prezzi di assegnazione del dominio variano da 10000 $ del 1º luglio a scalare a 100 $ il 7 luglio;
- dopo il 29 giugno 2020: disponibile a chiunque altro.